# Ubby, Dalby socken
Ubby är en by i Dalby socken, Uppsala kommun, Uppland.

## Historia
Ubby omtalas i skriftliga dokument första gången 1292 ('in Vpby'), då Magnus Johansson (Ängel) testamenterade 3 öresland jord i byn till helgeandshuset i Uppsala. 1303 var tre bönder i byn testamentsvittnen. 1540-72 omfattar byn ett Sankt Erikshemman (tillhörigt Uppsala domkyrka, två kyrkohemman och två frälsehemman.

## Samhället
Byn består av enfamiljshus samt bondgårdar och är belägen innanför Dalbyviken och cirka 3 kilometer nordväst om Hammarskog. Byn har landsvägsförbindelse bland annat via länsväg C 590.